# Parque nacional Monte Pikapene
El Parque Nacional Monte Pikapene (Mount Pikapene National Park) es un parque nacional en Nueva Gales del Sur (Australia), ubicado a 560 km al norte de Sídney. 

## Ficha
- Área: 26 km²
- Coordenadas: 29°00′40″S 152°41′42″E / -29.01111, 152.69500
- Fecha de Creación: 1 de enero de 1999
- Administración: Servicio Para la Vida Salvaje y los Parques Nacionales de Nueva Gales del Sur
- Categoría IUCN: II